# امید می‌روید (فیلم ۲۰۰۳)
امید می‌روید (به انگلیسی: Hope Springs) یک فیلم سینمایی کمدی عاشقانه بریتانیایی به نویسندگی و کارگردانی مارک هرمن که براساس رمان جدید کاردیف ساخته چارلز وب است. در این فیلم کالین فرث در نقش کالین، نقاش انگلیسی بازی می‌کند که پس از یک تجربه آسیب زا به شهر هوپ در ایالت ورمونت سفر می‌کند. در آنجا، او مندی (هدر گراهام)، یک کارگر خانه سالمندان را ملاقات می‌کند به او کمک می‌کند و …

## بازیگران
- کالین فرث در نقش کالین ویر
- هدر گراهام در نقش مندی
- مینی درایور در نقش ورا ادواردز
- مری استینبورگن در نقش جوانی فیشر
- فرانک کولیسون در نقش آقای فیشر

## باکس آفیس
این فیلم در گیشه‌های سینماهای انگلستان چیزی بیش از ۱ میلیون پوند فروش داشت.